# 塞亚克 (上阿尔卑斯省)
塞亚克（法語：Ceillac，法語發音：[sɛjak]）是法国上阿尔卑斯省的一个市镇，属于布里扬松区。

## 地理
塞亚克（44°40'1"N, 6°46'36"E）面积96.05 平方千米，位于法国普罗旺斯-阿尔卑斯-蓝色海岸大区上阿尔卑斯省，该省份为法国东南部内陆省份，北起萨瓦省，西北接伊泽尔省，西南接德龙省，南至上普罗旺斯阿尔卑斯省，东北部与意大利接壤。
与塞亚克接壤的市镇（或旧市镇、城区）包括：于拜河畔圣保罗、沙托-维尔维埃耶、吉耶斯特尔、凯拉地区莫利讷、圣韦朗、瓦尔斯。

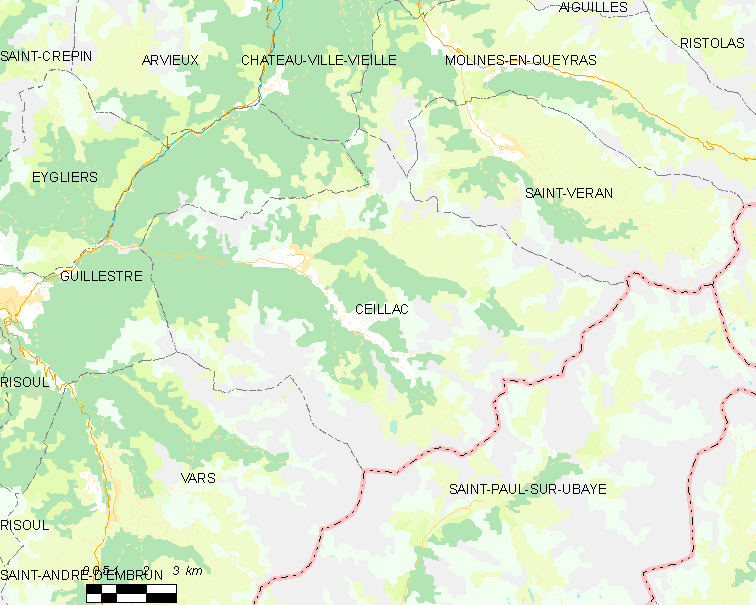
的OSM定位图

塞亚克的时区为UTC+01:00、UTC+02:00（夏令时）。

## 行政
塞亚克的邮政编码为05600，INSEE市镇编码为05026。

## 政治
塞亚克所属的省级选区为吉耶斯特尔县。

## 人口

1962-2008年间人口变化图示

塞亚克于2022年1月1日时的人口数量为271人。